# Pheosia fusiformis
Pheosia fusiformis är en fjärilsart som beskrevs av Matsumura 1921. Pheosia fusiformis ingår i släktet Pheosia och familjen tandspinnare. Inga underarter finns listade i Catalogue of Life.